# Yànzhí Lǚ
Yànzhí Lǚ (chinois : 呂彥直) est un architecte chinois célèbre qui a dessiné le Mausolée de Sun Yat-sen à Nankin, le Mémorial de Sun Yat-Sen à Canton et le Monument de Sun Yat-Sen à Canton. Il est considéré comme l'un des cinq fondateurs de l'architecture chinoise moderne, avec Dūnzhēn Liú, Jǜn Tóng, Sīchéng Liáng et Tíngbǎo Yáng.

## Famille
- Père: Zēngxiáng Lǚ (chinois : 呂增祥), ancien gouverneur de l'état de Tiānjīn sous Hóngzhāng Lǐ.
- Épouse: Qiú Yán (chinois : 嚴璆), la deuxième fille de Fù Yán.